# 1972年夏季奥林匹克运动会沙特阿拉伯代表团
1972年夏季奥林匹克运动会沙特阿拉伯代表团是沙特阿拉伯派出的1972年夏季奥林匹克运动会代表团。